# Hökarängen (metropolitana di Stoccolma)
Hökarängen è una stazione della metropolitana di Stoccolma.
È geograficamente posizionata presso l'omonimo quartiere, a sua volta compreso all'interno della circoscrizione di Farsta. Si trova sul tracciato della linea verde della rete metroviaria locale, tra le fermate Gubbängen e Farsta.
Aprì ufficialmente il 1º ottobre 1950, giorno in cui divenne operativo l'intero tratto compreso tra Slussen e la stessa Hökarängen. La stazione è stata un capolinea della linea verde T18 fino al 19 novembre 1958, quando fu inaugurata la successiva stazione di Farsta.
La piattaforma, situata in superficie, è accessibile da due distinte entrate: una è ubicata presso il viale Örbyleden, mentre l'altra è ubicata tra le strade Lingvägen e Sirapsvägen. Progettata dall'architetto Peter Celsing, la stazione di Hökarängen ospita al suo interno contributi artistici dell'artista Hanns Karlewski datati 1995.
L'utilizzo medio quotidiano durante un normale giorno feriale è pari a 4.900 persone circa.

## Tempi di percorrenza
| Linea | Capolinea     | Tempo  | Stazione                                                 | Tempo                             |
| T18   | Alvik         | 33 min | Skärmarbrink Gullmarsplan Slussen Gamla stan T-Centralen | 9 min 11 min 15 min 16 min 20 min |
| T18   | Farsta strand | 5 min  | Skärmarbrink Gullmarsplan Slussen Gamla stan T-Centralen | 9 min 11 min 15 min 16 min 20 min |